# سيرجي كيروف
كان سيرجي ميرونوفيتش كيروف (اسمه الأصلي سيرجي ميرونوفيتش كوستريكوف، ولد في 27 مارس [15 مارس وفقًا للتأريخ قديم الطراز] 1886 وتوفي في 1 ديسمبر من عام 1934) ثوريًا روسيًا بارزًا وسياسيًا سوفيتيًا. كان صديقًا شخصيًا ومقربًا ليوسف ستالين، واستُخدم موته عام 1934 ذريعًة لبدء التطهير الكبير.
كونه منتسبًا إلى الحزب البلشفي القديم، شارك كيروف في الأنشطة الثورية الأولى ضد الإمبراطورية الروسية، واعتقل وسُجن بسبب ذلك مرات عدة. ارتقى في صفوف الحزب الشيوعي ليصبح رئيسًا لتنظيم الحزب في لينينغراد وعضوًا في المكتب السياسي للحزب الشيوعي في الاتحاد السوفيتي.
في 1 ديسمبر من عام 1934، أطلق رجل مسلح النار على كيروف وأرداه قتيلًا في مكاتبه في معهد سمولني. يوجد اعتقاد سائد بأن جوزيف ستالين وأعضاء في المفوضية الشعبية للشؤون الداخلية هم المسؤولون عن اغتيال كيروف، لكن ما زالت الأدلة التي تدعم هذا الادعاء منقوصة. استُخدمت وفاة كيروف لاحقًا ذريعًة ليصعّد ستالين القمع السياسي ضد العناصر المنشقة عن الحزب، وبلغ القمع ذروته في أواخر ثلاثينيات القرن المنصرم، إذ اعتُقل العديد من المنتسبين إلى الحزب البلشفي القديم، وطُردوا من الحزب، وأُعدموا. كان التواطؤ في اغتيال كيروف تهمة مشتركة اعترف بها المتهمون في المحاكمات الروسية في تلك الفترة.
سُميت مدن كيروف، وكروبيفنيتسكي، وانادزور، وكنجة تيمنًا بكيروف إكرامًا له بعد اغتياله، بالإضافة إلى عدد لا يحصى من المدن التي تحمل أسماء مشتقة من اسمه مثل كيروفسك، وكيروفو، وكيروفسكي. بعد انهيار الاتحاد السوفيتي، استعادت مدينتي انادزور وكنجة اسميهما الأصليين على التوالي.

## حياته المهنية
عام 1921، أصبح مديرًا للحزب الأذربيجاني، كان كيروف مؤيدًا وفيًا لجوزيف ستالين، وعام 1926، كُوفئ بتسليمه قيادة منظمة حزب لينينغراد.
كان كيروف صديقًا شخصيًا مقربًا لستالين، وكان مؤيدًا قويًا للتصنيع والتنظيم الجماعي. صرّح في المؤتمر السادس عشر للحزب الشيوعي العام عام 1930 : «أن ينطوي الخط العام للحزب على إدارة مسار التصنيع في البلاد. ندير التغيير في الزراعة في بلدنا اعتمادًا على التصنيع، ما أعنيه هو أن نجعل الدولة مركزية وجماعية».
ألقى كيروف في المؤتمر السابع عشر للحزب الشيوعي العام لعام 1934 الخطاب الذي يُدعى «خطاب الرفيق ستالين هو برنامج حزبنا»، الذي يشير إلى خطاب ستالين المُلقى سابقًا في المؤتمر. أشاد كيروف بكل ما فعله ستالين منذ وفاة فلاديمير لينين. بالإضافة إلى ذلك، تحدث عن نيكولاي بوخارين، وأليكسي ريخوف، وميكائيل تومسكي وسخر منهم. حوكم كل من بوخارين وريخوف في المحاكمة التي أُطلق عليها اسم محاكمة الواحد والعشرين. انتحر تومسكي اعتقادًا منه بأنه سيُعتقل.
على الرغم من ذلك أظهر كيروف نزعة إلى الاستقلال. يتساءل نايت فيما إن كان كيروف «تجاوز حدوده كما فعل الآخرون»، ومن جهة أخرى، ربما لعب دورًا في تجميع أولئك «ممن أرادوا معارضة ديكتاتورية ستالين».
بالإضافة إلى ذلك، يقترح نايت أن كيروف «لم يكن شريكًا متعاونًا عندما أُطلق رعب ستالين بقوته الكاملة في لينينغراد».
يكمن الخلاف مع كيروف في حقيقة إنه حين حاول معظم الأعيان التنبؤ برغبات ستالين وسلوكياته، لم ينفذ كيروف رغبات ستالين دومًا. عام 1934، أراد ستالين أن ينتقل كيروف إلى موسكو بصورة دائمة، ومع امتثال جميع أعضاء المكتب السياسي، قبل ستالين رغبة كيروف بعدم مغادرة لينينغراد، وقررعدم مجيئه إلى موسكو حتى عام 1938. مجددًا، وعندما رغب ستالين بانتقال ميدفيد من المفوضية الشعبية للشؤون الداخلية في لينينغراد إلى مينسك، رفض كيروف الموافقة على ذلك، وقبل ستالين الهزيمة على غير عهدته.
على أي حال، من الخطأ الادعاء بأن كيروف كان يتفوق أخلاقيًا على زملائه. يوجد متحف في سانت بطرسبرغ يعرض كل الهدايا التي تلقاها كيروف واستخدمها من القاطنين المحليين والشركات خلال الفترة التي حكم فيها. يشير المرشدون في المتحف إلى أن هذه الهدايا كانت رشاوى يقدمها من احتاجوا خدمات كيروف.[بحاجة لمصدر]

## الاغتيال وعواقبه
كان مكتب المفوضية الشعبية للشؤون الداخلية في لينينغراد -الذي يرأسه فيليب ميدفيد، الصديق المقرب لكيروف- مسؤولًا عن سلامة كيروف. يُزعم أن ستالين أمر مفوّض المفوضية الشعبية للشؤون الداخلية، غينريخ ياخودا، باستبدال ميدفيد بغريغوري يريميفيتش يفيدوكيموف، وهو مساعد مقرب من ستالين. على أي حال، اعترض كيروف على ذلك وألغى القرار. وفقًا لألكسندر أورلوف، أمر ستالين بعد ذلك ياخودا بترتيب عملية الاغتيال. عهد ياخودا بهذه المهمة إلى نائب ميدفيد، فانيا زابوروزيتس. عاد زابوروزيتس إلى لينينغراد بحثًا عن شخص ينفذ عملية الاغتيال، وأثناء بحثه في الملفات عثر على اسم ليونيد نيكولايف.
كان ليونيد نيكولايف معروفًا بالنسبة إلى المفوضية الشعبية للشؤون الداخلية، فقد اعتقلته بسبب عدة اتهامات في سنوات سابقة. تتفق الروايات المختلفة عن حياته على أنه كان عضوًا مطرودًا من الحزب وموظفًا صغيرًا فاشلًا، لديه حقد دفين ولا يكترث إن مات أم عاش. كان غير موظف، متزوج ولديه طفل، ويعاني من ضيق مادي. وفقًا لأورلوف، يُزعم أن نيكولايف أخبر «صديقًا» له أنه أراد قتل رئيس اللجنة الحزبية الذي طرده. أخبر صديقه المفوضية الشعبية للشؤون الداخلية بذلك.
يُزعم أن زابوروزيتس جنّد «صديق» نيكولايف للاتصال به، وإعطائه المال ومسدس محشو بالذخيرة من نوع ناغانت إم 1895 عيار 7.62مم. على أي حال، فشلت محاولة نيكولايف الأولى لقتل كيروف. في 15 أكتوبر من عام 1934، وضّب نيكولايف مسدسه من نوع ناغانت في حقيبة يد ودخل معهد سمولني حيث كان يعمل كيروف. على الرغم من أنه عبر مكتب الأمن الرئيسي في البداية، ولكنه اعتُقل بعد أن طلب منه أحد حراس الإنذار تفقد حقيبته، التي اتضح وجود المسدس فيها. وفقًا لألكسندر بارمين، أُعيدت حقيبة نيكولايف ومسدسه إليه بعد عدة ساعات، وأُمر بمغادرة المبنى. يزعم الراوي أنه وعلى الرغم من أن نيكولايف خرق القانون السوفيتي، أطلقت الشرطة سراحه بشكل غير مبرر، وسُمح له بالاحتفاظ بمسدسه المحشو بالذخيرة.
وفقًا لرواية بارمين، سحبت المفوضية الشعبية للشؤون الداخلية، بموافقة ستالين، جميع الحراس التابعين للشرطة والمكلفين بحراسة كيروف باستثاء أربعة منهم. كان هؤلاء الحراس يرافقون كيروف كل يوم إلى مكاتبه في معهد سمولني، ومن ثم يغادرون. في 1 ديسمبر من عام 1934، تُرك مكتب الحراسة المعتاد على مدخل مكاتب كيروف خاليًا، على الرغم من أن المبنى كان يضم  المكاتب الرئيسية لإجراءات الحزب، وكان مقر الحكومة المحلية. وفقًا لبعض الصحفيين، بقي صديق واحد فقط، المفوّض بوريسوف، وهو مرافق غير مسلح لكيروف. تصرّح بعض المصادر الأخرى أنه من المحتمل وجود تسعة حراس تابعين للمفوضية الشعبية للشؤون الخارجية في المبنى. أيًا كان الأمر، بالنظر إلى ظروف وفاة كيروف، أشار المسؤول السوفيتي السابق والمؤلف أليكساندر غريغوري بارمين إلى أنه «لم يسبق أن أهملت المفوضية الشعبية للشؤون الداخلية حماية مسؤول حزبي رفيع المستوى كهذا في تاريخ الاتحاد السوفيتي».

## روابط خارجية
- سيرجي كيروف على موقع الموسوعة البريطانية (الإنجليزية)
- سيرجي كيروف على موقع الموسوعة البريطانية (الإنجليزية)
- سيرجي كيروف على موقع ديسكوغز (الإنجليزية)